# ウクライナ・オン・ファイヤー
『ウクライナ・オン・ファイヤー』(英語: Ukraine on Fire)はイゴール・ロパトノク監督による2016年のドキュメンタリー映画。
ウラジーミル・プーチンやヴィクトル・ヤヌコーヴィチなど2014年ウクライナ騒乱にまつわる人物に製作総指揮のオリバー・ストーンが敢行したインタビューを売りとしている。

## 公開および反響
ウクライナ・オン・ファイヤーはタオルミーナ映画祭で初上映されたが、
その後一般の劇場で公開される事はなかった。2022年3月上旬、この映画がYouTubeから削除されたと報じられた。
YouTubeは「削除の原因は当社の『暴力的で生々しいコンテンツに関するポリシー』への違反である。このポリシーは、手足の切断のように大きく損壊した死体の無修正映像を含むコンテンツを禁止している」と説明している。
この後、この映画は無料視聴用にRumbleへとアップロードされた。2022年3月12日現在、この映画はコンテンツ警告が付与された上で、再びYouTube上で視聴可能となっており、4月には幸福の科学系のYouTubeチャンネル『THE FACT』から日本語字幕版が公開された。
保守系の映画評論家であるロッド・ドレーアーは『アメリカン・コンサバティブ』誌に以下の感想を寄せた。
モスクワ在住のジャーナリストであるアンドリュー・ロスは、ガーディアン紙に寄稿した原稿の中で、『ウクライナ・オン・ファイヤー』は「ストーンの出演する、クレムリン寄りの世界観が強く反映された、ロシアとウクライナに関するドキュメンタリープロジェクト群」の一部であるとし、更には「この映画は、2014年のユーロマイダン革命を強く批判しプロパガンダ媒体であるとして攻撃されてきたが、ロシアでは大変な人気を博している、とストーンは書いている」とも述べている。
ウクライナの歴史に関する著書が複数あるトロント大学のスティーブン・ヴェリチェンコは、ストーンの持つ親ロシア的なバイアスを強く批判し、「カレン・ダウィシャの近著、Putin's Kleptocracy(2013)およびアンドリュー・ウィルソンやティモシー・スナイダーのウクライナに関する著書のいくつかを熟読する」よう勧めた。
デイリー・ビーストのジェームズ・カーチックは、本作を「独裁者へのおべっか」（dictator suckup）と呼び、「ヤヌコーヴィチは2014年2月22日にキエフから逃亡して大統領を辞任し、ウクライナ憲法下において大統領職の責務を遂行することができない立場に自ら陥った。そしてヤヌコーヴィチ自身が率いた党の大多数を含む国会の4分の3以上の投票により、その日のうちに彼は弾劾された」ことに言及し、「ストーンがウクライナ人──彼らのうちの何千人もが、遥かに強大な隣国による全面的な侵略から分断された祖国を守るため戦い斃れたのだが──に、彼らが何をしているのか、そしてヴィクトル・ヤヌコーヴィチやロシア、新たな冷戦の可能性について何を知らないのかなどと講釈をたれようとするのは、驚くほど恩着せがましい」と述べた。
ウクライナの人権保護団体は、本作を「未精製のクレムリン・プロパガンダ」と呼び、作中でストーンがネオナチとして名指しした政治家のうち、実際に外国人排斥および反ユダヤ主義を主張するのはオレーフ・チャフニボークのみであり、彼の率いた政党全ウクライナ連合「自由」の2014年ウクライナ議会選挙での得票率はわずか4.71%に過ぎず、議席のほとんどを失った点を指摘した。